# 協同組合短期大学
協同組合短期大学（きょうどうくみあいたんきだいがく、英語: Co-operative College）は、東京都世田谷区八幡山1-9-22に本部を置いていた日本の私立大学である。1955年に設置され、1973年に廃止された。

## 概要

### 大学全体
- 東京都世田谷区に所在した日本の私立短期大学で、設置主体は学校法人協同組合短期大学[注釈 1]。
- 1955年に学科数１入学総定員40名体制で開学。のちに通信教育課程を併設。
- 1968年度の入学生を最後に[注釈 3]、短期大学としての使命を終える[5]。

### 教育および研究
- 協同組合短期大学は日本全国でただ一つの農業協同組合科をもち、協同組合本来の職業能力養成のみならず、農協及び農業者としてのスキルを発揮できるよう農業経営に必要な農業の合理化・農産物の加工貯蔵・流通機能の改善方法などのカリキュラムが組み込まれていた[2]。

### 学風および特色
- 協同組合短期大学は、日本農業界に果たす農業協同組合の機能の重大性に鑑みることの必要性から従来の産業組合学校を発展改組して設置された農業系短大である[2]。
- 教授陣には農協問題の権威者が多かった[2]。
- 農協委託学生制度や通信教育制度があった[2]。
- 男女共学だったが、男子学生の方が多かったことがうかがえる[注釈 4]。

### 入学試験について
- 当時は、国語・社会（倫理・政治経済・日本史・世界史・地理・農業経営から1科目選択）・数学・英語の入学試験が課されていた[2]。

## 沿革
- 1926年 産業組合中央会附属産業組合学校を創設する[6]。
- 1952年
  - 10月 農業協同組合の幹部職員を養成するための協同組合短期大学の設立構想が行われる[7]。
- 1954年
  - 7月11日 学校法人協同組合短期大学の設立発起人会が実施される[8]。
- 1955年
  - 2月1日 左記を以て文部省[注 1]より短期大学の設置が認可される[注 2]。
  - 4月1日 協同組合短期大学が以下の学科体制にて開学する[注 3]。
    - 農業協同組合科 入学総定員40名[12]

  - 4月12日 協同組合短期大学の入学式が挙行される。入学者数41[13]。
- 1960年
  - 3月20日 以下の課程を併設。
    - 農業協同組合科通信教育課程 入学定員300名[注 4]
- 1962年
  - 4月1日 通学課程の入学定員を40→80名に変更[16]。
- 1965年
  - 4月1日 残存する記録上では、初の女子学生入学[注釈 4]。
- 1968年
  - 4月1日 この年度を持って学生募集終了[注釈 3]。
- 1969年
  - 2月1日 住居表示施行により、所在地表記が船橋町816から八幡山一丁目9-22へ変更[17]。
  - 4月1日 法人名を中央協同組合学園に改組される。
- 1973年
  - 6月28日 正式に廃校[5]。

## 基礎データ

### 所在地
- 東京都世田谷区八幡山1-9-22[注釈 2]

### 当時の交通アクセス
- 1971年に“小田原線経堂駅または京王線桜上水駅から徒歩で約20分の場所にある”という旨の記事が存在する[2]。現在、キャンパス跡地の最寄り駅は京王線上北沢駅であるが（徒歩15分程度）、当時、上北沢駅付近から松沢病院の東側を南下する道路や、キャンパス付近を通る希望丘通り（キャンパス跡地を横切る形で通っている）や環八通りなども開通しておらず、さらにキャンパス周辺は農地や空地が多く、道路事情が現在と異なる点に注意する必要がある。経堂駅からは滝坂道、桜上水駅からは荒玉水道道路を利用することになるが、これらの道路は当時すでに存在していた。

### 象徴
- 協同組合短期大学のカレッジマークは、縦に「大学」、「学」の部分の右側に「協」・左側に「同」の文字が全て篆刻化されたものとなっている[4]。
- 協同組合短期大学校歌があった。1960年11月に制定され、小林純一により作詞、中田喜直により作曲された[19]。

## 教育および研究

### 組織

#### 学科
- 農業協同組合科
  - 通学課程 入学定員80名[20]
  - 通信教育部 入学定員300名[21]

#### 専攻科
- なし

#### 別科
- なし

### 年度別学生数

#### 通学課程
| -      | 入学定員 | 総定員 | 学生数    | 出典   |
| ------ | -------- | ------ | --------- | ------ |
| 1958年 | 40       | 80     | 男106     | [ 22 ] |
| 1959年 | 40       | 80     | 男105     | [ 23 ] |
| 1960年 | 40       | 80     | 男110     | [ 24 ] |
| 1961年 | 40       | 80     | 男111     | [ 25 ] |
| 1962年 | 40       | 120    | 男113     | [ 26 ] |
| 1963年 | 80       | 160    | 男126     | [ 27 ] |
| 1964年 | 80       | 160    | 男117     | [ 28 ] |
| 1965年 | 80       | 160    | 男126 女2 | [ 29 ] |
| 1966年 | 80       | 160    | 男133 女4 | [ 30 ] |
| 1967年 | 80       | 160    | 男134 女4 | [ 31 ] |
| 1968年 | 80       | 160    | 男121 女4 | [ 32 ] |
| 1970年 | -        | -      | 男121 女3 | [ 33 ] |
| 1971年 | -        | -      | -         | [ 34 ] |
| 1972年 | -        | -      | -         | [ 35 ] |

### 研究
- 『協同組合短期大学紀要』[36]
- 『協同組合短期大学調査報告』[37]
- 『調査時報』[38]
- 佐藤治雄.・平川輝夫他著『農民の階層分化と市場適応』[39]
- 『肉牛の生産・経営および流通構造に関する研究』[40]ほか。

## 大学関係者と組織

### 大学関係者組織
- 協同組合短期大学の同窓会には中央協同組合学園校友会がある。

### 大学関係者一覧

#### 大学関係者
- 打越顕太郎：初代学長
- 宮部一郎：2代目学長
- 湯河元威：短大教員
- 美土路達雄：短大教員
- 内藤知周：短大教員

## 卒業後の進路について

### 就職について
- 農協関連団体や農業経営者など、農業に携わる職務に就いた人が多かったとされる[2]。